# Leon IV (papież)
Leon IV OSB (ur. w Rzymie, zm. 17 lipca 855) – święty Kościoła katolickiego, papież w okresie od 10 kwietnia 847 do 17 lipca 855.

## Życiorys
Urodzony w Rzymie, syn Radoalda, był z pochodzenia Longobardem. Był pierwszym papieżem który położył datę na dokumentach oficjalnych. Przed wyborem na Stolicę Piotrową był benedyktynem.
W momencie wyboru, był kardynałem bazyliki Czterech Koronowanych Świętych. Był subdiakonem Grzegorza IV i archiprezbiterem jego poprzednika. Pomimo że Lotar I zażądał by wybór papieża odbywał się w obecności i za pozwoleniem cesarskich posłów, to podczas wyboru Leona od tego odstąpiono. Został on wybrany w dniu śmierci Sergiusza II, a konsekrowany 6 tygodni później.
Podczas jego pontyfikatu starał się naprawić szkody wyrządzone przez Saracenów, którzy w czasie panowania jego poprzednika dokonali wielu zniszczeń w mieście, zwłaszcza kościołów świętych Piotra i Pawła. Umocnił mury oddzielające Watykan od reszty Rzymu, zbudował mury na prawym brzegu Tybru osłaniające bazylikę św. Piotra, a następnie poświęcił je uroczyście 27 czerwca 852 roku (umocnienia zostały nazwane „Miastem Leona”). W 849 roku zebrał flotę morską i pokonał Saracenów w bitwie pod Ostią, a uciekinierom z Korsyki udzielił schronienia w Porto, z którego uczynił garnizon.
Na Wielkanoc 850 roku namaścił nowego cesarza Franków, Ludwika II, który przebywał w Rzymie ze względu na odbywający się synod. Na synodach Leon wykazywał się niezależnością od cesarza, co objawiało się m.in. odwołaniem ówczesnego kardynała Anastazego (późniejszego antypapieża), a także potępieniem arcybiskupów Hinkmara (z Reims) i Jana (z Rawenny). Papież odmówił także cesarzowi mianowania Hinkmara wikariuszem apostolskim oraz anulował uchwały synodu z Soissons z 853 roku (o nieważności święceń udzielonych przez Ebbona).
Popierał muzykę kościelną i wprowadził zwyczaj obchodzenia oktawy Wniebowzięcia Najświętszej Maryi Panny. Leon IV zmarł 17 lipca 855 i został pochowany w bazylice Świętego Piotra. Kościół czci go 17 lipca.